# D9 (hunebed)
Hunebed D9 is een portaalgraf. Het ligt in de bebouwde kom aan de noordzijde van het dorp Annen in de Nederlandse provincie Drenthe.

Het hunebed is een klein en in-compleet hunebed aan de Zuidlaarderweg in Annen. Het grafmonument deed er dienst als fietsenstalling voor reizigers met het openbaar vervoer. Dit tot groot verdriet van de historische vereniging Annen: 
Geen van de overige 52 hunebedden is zo'n treurig lot beschoren als het kleine halve hunebedje in Annen. Respectloos wordt er met dit 5000 jaar oude monument omgegaan, inmiddels beroemd en berucht geworden onder de bijnaam 'prehistorische fietsenstalling'.

## Bouw
Het hunebed wordt toegeschreven aan de trechterbekercultuur.
Het hunebed had oorspronkelijk vier dekstenen, acht draagstenen, drie poortstenen en twee sluitstenen. Tegenwoordig zijn een sluitsteen, de poortstenen en vier draagstenen verdwenen aan de oostelijke zijde. Er zijn plombes aangebracht op de plek waar de ontbrekende stenen stonden.
Het hunebed is 7 meter lang en 2,5 meter breed.

## Geschiedenis
Ludolf Smids vermeldde dit hunebed in 1711.
Een tekening uit 1769 laat zien dat de oostelijke helft van D9 toen al verdwenen was.
Van Giffen plaatste een foto van het hunebed uit 1918 en ook toen lag het aan een (zand)weg, hij onderzocht en restaureerde het hunebed in 1952. Er werden 101 stuks aardewerk uit de trechterbekercultuur aangetroffen.

## Society of Antiquaries[8]
In Engeland ontstond in de jaren zeventig van de 19e eeuw bezorgdheid over de wijze waarop in Nederland hunebedden werden gerestaureerd. In die kringen was men vooral bezorgd dat met de restauraties het oorspronkelijk beeld van de situatie verloren zou gaan. De directeur van de Society of Antiquaries in Londen verzocht de oudheidkundigen William Collings Lukis en sir Henry Dryden om de staat waarin de hunebedden zich op dat moment bevonden nauwkeurig vast te leggen. Zij bezochten in juli 1878 Drenthe en brachten veertig hunebedden op de Hondsrug in kaart. Ze hebben opmetingen verricht en beschreven de aangetroffen situatie, die zij tevens vastlegden in een serie aquarellen. Hun rapportage aan de Society of Antiquaries verscheen echter niet in druk. Hun materiaal werd bewaard bij de Society of Antiquaries, het Guernsey Museum & Art Gallery en het Drents Museum. Het Ashmolean Museum in Oxford bezit kopieën van hun werk. In 2015 publiceerde de Drentse archeoloog dr. Wijnand van der Sanden alsnog hun werk. Hij voorzag hun materiaal van een uitgebreide inleiding. Ook schetste hij de ontwikkelingen met betrekking tot het archeologisch onderzoek van de hunebedden na hun onderzoek tot 2015. Hij gaf als oordeel dat het werk van Lukis en Dryden van hoge kwaliteit was. In het Drents Museum was in 2015 een tentoonstelling over het werk.
Hunebed D9 is weergegeven op Plan IV: Tijdens het bezoek van de Lukis en Dryden waren er nog twee draagstenen aan beide kanten en twee dekstenen. Ten tijde van het bezoek van de archeoloog Janssen in 1840, was het bouwwerk in dezelfde staat en er werd een stenen bijl gevonden. De dekheuvel was afgegraven.